# Cyanoramphus
Cyanoramphus Bonaparte, 1832 è un genere di uccelli della famiglia degli Psittaculidi, diffuso in Nuova Zelanda e in altre isole dell'Oceano Pacifico meridionale.
Le specie neozelandesi sono note anche col nome maori di kākāriki.

## Descrizione
Sono parrocchetti di piccole o medie dimensioni, con lunghe code e piumaggio prevalentemente verde.

## Distribuzione e habitat
La maggior parte di essi vive nelle foreste, ma alcune specie subantartiche si incontrano in distese erbose aperte. In passato le varie specie avevano una distribuzione discontinua, poiché due di esse erano originarie delle Isole della Società e le altre erano diffuse nella fascia che va dalla Nuova Caledonia all'Isola Macquarie, ma nessuna di esse abitava sulle isole presenti tra le due aree, distanti 4100 km. Sebbene sulle isole tra queste due aree siano stati trovati molti resti fossili di uccelli, nessuno di essi appartiene ad una specie ancora da descrivere di Cyanoramphus.

## Tassonomia
Il genere Cyanoramphus comprende le seguenti specie:
- Cyanoramphus zealandicus † (Latham, 1790) - parrocchetto frontenera
- Cyanoramphus ulietanus † (J.F.Gmelin, 1788) - parrocchetto di Raiatea
- Cyanoramphus saisseti J.Verreaux & Des Murs, 1860 - parrocchetto della Nuova Caledonia
- Cyanoramphus cookii (G.R.Gray, 1859) - parrocchetto di Norfolk
- Cyanoramphus subflavescens † Salvadori, 1891 - parrocchetto di Lord Howe
- Cyanoramphus unicolor (Lear, 1831) - parrocchetto degli Antipodi
- Cyanoramphus auriceps (Kuhl, 1820) - parrocchetto frontegialla
- Cyanoramphus forbesi Rothschild, 1893 - parrocchetto delle Chatham
- Cyanoramphus malherbi Souancé, 1857 - parrocchetto di Malherbe
- Cyanoramphus novaezelandiae (Sparrman, 1787) - parrocchetto fronterossa
- Cyanoramphus hochstetteri (Reischek, 1889) - parrocchetto di Reischek
- Cyanoramphus erythrotis † (Wagler, 1832) - parrocchetto di Macquarie

## Conservazione
Come molte altre specie di uccelli, anche i parrocchetti Cyanoramphus hanno sofferto moltissimo a causa dei cambiamenti che l'uomo ha apportato al loro habitat. Le due specie delle Isole della Società, il parrocchetto frontenera e il parrocchetto di Raiatea, sono già estinte, così come le sottospecie presenti su Lord Howe e Macquarie ed una forma non ancora descritta originaria di Campbell. Una specie, il parrocchetto di Malherbe (C. malherbi), è gravemente minacciata, mentre quasi tutte le specie restanti sono in pericolo o vulnerabili. I responsabili del declino e della scomparsa di questi parrocchetti sono la distruzione dell'habitat e le specie introdotte.